# زسپووی فیلمووه
زِسپووی فیلمووه (لهستانی: Zespoły Filmowe) یک شرکت دولتی تهیه و تولید فیلم در لهستان بود که در سال ۱۹۶۹ میلادی و به دنبال انحلال شرکت «زسپووی اتوروف فیلموویخ» پس از وقایع سیاسی ۱۹۶۸ در آن کشور، بنیان نهاده شد.
از جمله فیلم‌هایی که توسط این شرکت فیلم‌سازی تهیه و تولید شد می‌توان به شکار مگس‌ها و فیلمی کوتاه درباره کشتن اشاره کرد.